# Proceratophrys carranca
Espèce
Proceratophrys carranca est une espèce d'amphibiens de la famille des Odontophrynidae.

## Répartition
Cette espèce est endémique du Minas Gerais au Brésil. Elle a été découverte à Buritizeiro à 654 m d'altitude.

## Description
Les mâles mesurent de 31,6 à 39,9 mm.

## Publication originale
- Godinho, Moura, Lacerda & Feio, 2013 : A new species of Proceratophrys (Anura: Odontophrynidae) from the middle Sao Franciso River, southeastern Brazil. Salamandra, vol. 49, no 2, p. 63-73 (texte intégral).